# Vlag van Fléron
De vlag van Fléron is op onbekende datum bij raadsbesluit vastgesteld als de vlag van de Luikse gemeente Fléron. De vlag kan als volgt worden beschreven:
Rood met een verticale gele baan in het midden met vierde van de vlaghoogte, met drie zwarte kepers.
De vlag komt overeen met het vlagontwerp van de Raad van Heraldiek en Vexillologie (Frans: Conseil d’héraldique et de vexillologie). De vlag is volledig gebaseerd op het gemeentewapen en ziet er dus helemaal hetzelfde uit.